# Сліпий банкір
Сліпий банкір (англ. «The Blind Banker») — другий епізод телевізійного серіалу Шерлок, вперше вийшов на BBC One і BBC HD .Основою епізоду послужили мотиви оповідань сера Артура Конан Дойля про Шерлока Холмса «Знак чотирьох» та «Танцюючі чоловічки».

## Сюжет
У Національному музеї старожитностей і китайської кераміки експерт Су Лінь Яо (Джемма Чан) бачить щось, що лякає її, і зникає. Тим часом, Джон переживає фінансові проблеми, йому необхідно знайти високооплачувану роботу. Шерлок бере його в «банк», який виявляється потужним міжнародним фінансовим домом. Там Себ Уїлкс (Берті Карвел), давній знайомий Шерлока, просить про допомогу, в обмін на плату. Злом відбувся там, де нічого не було, але очевидно безглуздими є пара символів, намальовані на портреті банкіра. Шерлок розуміє, що було повідомлення, призначене для однієї людини — Едварда ван Куна з Гонконгу – єдиному, хто не прийшов на роботу. Шерлок вривається в замкнену квартиру ван Куна і знаходить його мертвим. Поліція, на чолі з інспектором Дімоком (Паул Чеквер), готові розглядати це як самогубство, проте Шерлок вважає це вбивством. Незабаром журналіст Брайан Лукіс (Говард Когінз) убитий у своїй замкненій квартирі. Шерлок і Джон продовжують розслідування, і йдуть в бібліотеку, де знаходять ті ж таємничі символи намальовані на полиці.
Тим часом, Джон отримав роботу в місцевій хірургії разом з Сарою Сойєр (Зоя Телфорд).
Шерлок і Джон виявляють зв'язок між двома чоловіками: обидва щойно повернулись з Китаю, і обоє пішли в східний магазин сувенірів, «Щасливий Кіт». Там Джон виявляє, що таємничі знаки — це символи стародавньої китайської цифрової системи Ханчжоу. Шерлок вривається в квартиру Су Лінь Яо, яка була порожня протягом декількох днів. Пізніше у музеї вони виявляють ті ж символи на статуї. Потім, за допомогою графіті-художника (Джек Бенс), Шерлок і Джон знаходять додаткові символи намальовані на стіні залізниці, і намагаються розшифрувати повідомлення.
Повернувшись в музей старожитностей, Холмс виявляє, що Су Лінь в бігах. Зустрівшись з нею, Су Лінь пояснює, що код — це робота злочинного угруповування «Black Lotus Tong», членом якого вона колись була. На жаль, перш ніж вона зможе повністю розшифрувати повідомлення, вбивця, брат Су Лінь, завдає ще одного удару. Шерлок розуміє, що ван Кун і Лукіс займалися контрабандою цінних предметів антикваріату з Китаю в Лондон, і що вони були вбиті тому, що один з них щось вкрав.
Шерлок знає, що повідомлення — шифр, і він проводить ніч, обшукуючи книги перших двох жертв, намагаючись знайти рішення. Шерлок влаштовує для Джона і Сари побачення у мандрівному китайському цирку. У той час, як Джон та Сара дивляться цирк, Шерлок за лаштунками б'ється з акторами, але за допомогою Сари і Джона втікає. У той час, як Шерлок продовжує шукати книгу шифрів, Джона та Сару викрали. Сару зв'язали і заткнули рот, а потім встановили перед гігантським арбалетом, який скоро стрілятиме в неї. Лиходії вважають, що Джон — це Шерлок, і що він може розкрити місцезнаходження зниклого безвісти «скарба» в обмін на життя його подруги. На щастя, Шерлок знаходить рішення коду з використанням «AZ London Street Atlas», вистежує лиходіїв, і рятує Джона та Сару. Він також розуміє, що невловимий «скарб» був у всіх на виду весь час: нефритова шпилька, яка колись належала китайській королівській сім'ї, і яку носила секретар і коханка ван Куна Аманда, яка отримала її в подарунок від свого шефа.
Тим не менш, Шань, ватажок банди, виправдовуватися у своїй доповіді особі, зазначеній як «M». Епізод закінчується вбивством Шань від снайпера, якого прислав «M».

## У ролях
- Шерлок Холмс — Бенедикт Камбербетч
- доктор Джон Вотсон — Мартін Фріман
- місіс Хадсон — Уна Стаббс
- інспектор Лестрейд — Руперт Грейвс
- Джим Моріарті — Ендрю Скотт